# 甲基烯丙基硫醚
甲基烯丙基硫醚（英语：Allyl methyl sulfide，简称AMS，化学式C4H8S）是一种有机硫化合物，结构简式为CH2=CHCH2SCH3。这个分子中含有两个官能团：一个烯丙基（结构简式CH2=CHCH2）和一个硫醚键.甲基烯丙基硫醚是一种无色液体，具有硫醚的特有气味。它是大蒜的代谢物之一，“大蒜味口臭”也是因为这种物质所致。
甲基烯丙基硫醚可以通过烯丙基氯与氢氧化钠和甲硫醇的反应来制备：
CH2=CHCH2Cl + NaOH(aq) + CH3SH → CH2=CHCH2SCH3 + NaCl